# Ignacio Iribarren Borges
Ignacio Iribarren Borges (1913-1988) fue un diplomático, escritor y abogado venezolano que se desempeñó como ministro de relaciones exteriores durante el gobierno de Raúl Leoni.

## Carrera
Se graduó como doctor en ciencias políticas y en 1936 trabajó como fiscal del Ministerio Público en Valencia. Entre abril y noviembre de 1944 ejerció la docencia como suplente de la Cátedra de Derecho Civil de Tercer Año en la Facultad de Derecho de la Universidad Central de Venezuela en su condición de profesor adjunto de la Escuela de Ciencias Económicas y Sociales.

## Vida política
En 1958 ocupó la presidencia de la Corporación Nacional de Hoteles y Turismo y en 1959 fue secretario de la Junta de gobierno presidida por Edgar Sanabria. Entre 1959 y 1964 fue embajador ante el Reino Unido y más adelante se desempeñó como presidente de la Comisión Asesora de Relaciones Exteriores del Ministerio de Relaciones Exteriores, hasta finalmente servir como Ministro de Relaciones Exteriores entre 1964 y 1969 durante el gobierno de Raúl Leoni.
Iribarren Borges reingresó a la cancillería como embajador de Venezuela en los Estados Unidos siete años más tarde, en 1976. En 1981 fue galardonado con el Premio Municipal de Literatura en el género prosa con la obra "Una revolución literaria y sus autores".

## Familia
Su hermano Julio Iribarren Borges fue médico y presidente del Instituto Venezolano de los Seguros Sociales (IVSS). Fue secuestrado y asesinado por las Fuerzas Armadas de Liberación Nacional en 1967.